# Кровавый Барон (Marvel Comics)
Кровавый Барон (англ. Baron Blood) - имя нескольких персонажей, которые появляются в комиксах, издаваемых Marvel Comics.

## История публикаций
Оригинальная версия впервые появляется в Invaders #7 (Июль 1976) и была создана Роем Томасом и Фрэнком Роббинсом.
Второй персонаж впервые появляется в Doctor Strange, Sorcerer Supreme том 3 #10 (Декабрь 1989) и был создан Роем Томасом и Джексоном Гуисом.
Финальная версия впервые появляется в человеческом облике в Captain America #253 (Январь 1981) и была создана Роджером Стерном и Джоном Бирном.

## Биография персонажей

### Джон Фолсворт
Джон Фолсворт впервые появляется в Invaders как английский аристократ. Хотя выдававший себя за сына первого Джона Фолсворта, это раскрывается во флэшбэке, что персонаж - на самом деле оригинал, что стало возможным в связи с тем, что он - теперь нестареющий вампир. Когда семейное состояние остается старшему брату Джеймсу, Джон Фолсворт уезжает из Англии, чтобы преследовать интерес - знание вампира. Фолсворт едет в Трансильванию и сталкивается с древним вампиром Дракулой, который, осилив Фолсворта, пьёт его кровь и превращает его в одного из немертвых. Дракула приказывает Фолсворту вернуться в Англию и вызвать хаос в отместку за деяния бывшего соперника Джонатана Харкера. Приняв псевдоним Кровавый Барон, персонаж союзничает с Германией во время Первой мировой войны и без какой-либо из сторон, понимая личности других, сражается против своего собственного брата, который является теперь английским героем Юнионом Джеком. Кровавый ранен Джеком серебряным кинжалом и убегает, чтобы прийти в себя.
Персонаж вновь появляется во время Второй мировой войны в своей ложной персоне и ещё раз помогает Германии с нацистской технологией, помогающей уменьшать восприимчивость к солнечному свету (главная слабость вампира). Как Кровавый, Фолсворт нападает и ранит свою племянницу, Жаклин Фолсворт, но прогнан оригинальным Человеком-факелом. Почти мертвая из-за потери крови, Жаклин Фолсворт спасена, когда сделали переливание крови Факела. Искусственная кровь заставляет развить персонажа сверхчеловеческие способности, и она становится героиней Спитфайр. Кровавый захватывает Спитфайра и берёт её с собой в пещеру под Усадьбой Фолсворта, где в заключительном сражении с Юнионом Джеком, он калечит героя, сбросив булыжник на его ноги. Супергеройская команда Захватчики, однако, прибывает и побеждает Кровавого, ведя его тело на сталагмит с серебряными прожилками.
Кровавый Барон вновь появляется, когда японские солдаты, посланные шпионом Леди Лотосом, находят пещеру и пытаются воскресить персонажа. Солдаты прогнаны Юнионом Джеком (личность, принятая сыном Джона Фолсворта, Брайаном) и Спитфайром, хотя Кровавый случайно возрожден. Кровавый едет в Соединённые Штаты Америки и, после краткой перестрелки с Захватчиками, присоединяется к нацистской команде Боевой Оси для финального сражения против героев. Кровавый убит ещё раз, насаженный на кол, брошенный Нэмором Подводником.
В Captain America, слуга Дракулы, Доктор Джейкоб Кромвелл, послан оживить Кровавого, кости которого сохранены в Лондонском Тауэре. Хотя Кромвелл успешен, Кровавый предаёт и убивает его и одну из его дочерей, превращая другую в вампира (которая становится Кровавой Баронессой). Принимая личность Кромвелла, Кровавый совершает ряд убийств, которые вызывают подозрения в его теперь очень пожилом брате Джеймсе. Стары Фолсворт просит помощи у Капитана Америки, который с третьей версией Юниона Джека, сражается против Кровавого. Будучи обманутый в размышлении, что Юнион Джек был его старшим братом Джеймсом, Кровавый обезглавлен щитом Капитана Америки. Тело персонажа сожжено дотла, а пепел развеян.
Кровавый Барон снова появляется в ежегоднике Avengers, будучи ненадолго возрождённый, чтобы стать частью Легиона Неживых Гроссмейстера Старейшин Вселенной, и в истории флэшбэка в ежегоднике Namor: The Sub-Mariner, кратко сражаясь с Нэмором за внимание женщины.
Кровавый Барон возрожден во втором томе Knights of Pendragon прежде, чем быть убитым третьим Юнионом Джеком; и в другой истории флэшбэка в третьем томе Captain America, питаясь Союзными войсками прежде, чем захватить Капитана Америку, Сержанта Фьюри и его Воющих Коммандос. Кровавый мучает Фьюри, но когда он уходит на другую миссию, оставляет другого вампира - Союзнический офицер, которого Кровавый превратил - убивает нацистских охранников и освобождает заключённых людей, ломая дверь бункера, чтобы они могли выбраться, даже при том, что в области солнечный свет, который убивает его.
Кровавый Барон, по-видимому, активен снова и появляется в Alias как заключённый в средстве Рафте.
Вовремя сюжетной линии Infinity, Кровавый Барон, как показано, - учитель в Школе Наук Латверии.

### Виктор Стрэндж
Сюжетная линия The Book of Vishanti: Curse of the Darkhold в Doctor Strange: Sorcerer Supreme показывает новую версию персонажа. Когда ещё неопытный Доктор Стрэндж пытается воскресить своего мертвого брата Виктора заклинанием из Книги Вишанти, он воскрешает персонажа в качестве вампира. Взяв костюм и имя Кровавого Барона волшебницей вуду, Виктор Стрэндж пытается управлять своей жаждой крови и становится костюмированным линчевателем по имени Хирон, пытаясь охотиться только на преступников. Время от времени, когда преступники не доступны, Виктор использует свою согласную подругу, Моргану. Однако, его героические порывы используются против него; на Виктора охотится Калиостро, древняя сущность, которой нужна вампирская кровь, чтобы жить. Виктор едва избегает этой ситуации. Жажда крови, однако, вынуждает персонажа убивать невинных, и он в конечном счёте кончает жизнь самоубийством.

### Кеннет Крайтон
Финальная версия Кровавого Барона появляется в ограниченной серии Union Jack. Кеннет Крайтон, сын Жаклин Фолсворт и страдалец медицинского заболевания анемией, раздельно проживающий от своей семьи после того, как отказался принять личность Юниона Джека, считая своего близкого друга Джоуи Чепмана лучшим выбором. Крайтон сталкивается с Кровавой Баронессой, которая предлагает вылечит его анемию. Персонаж соглашается и превращен вампира, став новым Кровавым Бароном. Кровавая Баронесса затем направляет Крайтона украсть Святой Грааль из музея и использует артефакт, чтобы стать неуязвимой во всех слабых местах вампира. Баронесса затем предаёт Крайтона и своих слуг вампиров, оставляя их умирать при воздействии солнечного света.

## Силы и способности
Первый Кровавый Барон обладает всем способностями вампира, включая сверхчеловеческую силу (360 кг) и прочность; гипнотизм; способность командовать мышами; крысами; летучими мышами и волками. К недостаткам относятся: уязвимость для солнечного света; чеснока; серебра; воздействия религиозных символов; обезглавливания или деревянного кола в сердце.
Благодаря нацистской науке, Кровавый прошёл лечение, которое позволяет находиться на солнечном свету, по крайней мере в течение некоторого времени, хотя это также мешало традиционным способностям изменять форму вампира (в форму волка или летучей мыши). Его превращение в вампира также как или иначе активировало, по-видимому, скрытую способность к левитации, которая позволила Кровавому летать без необходимости превращаться в форму летучей мыши.

## Другие версии

### Земля-3931
В этой вселенной, где все - вампиры, версия Кровавого Барона Кеннета Крайтона была последним Юнионом Джеком до того, как он стал Кровавым Бароном.

### Marvel Apes
В альтернативной вселенной, ограниченная серия Marvel Apes изображает героев Земли как умных обезьян вместе с Кровавым, изображая из себя Капитана Америку в Обезьянных Мстителях (искажённая версия супергеройской команды Мстителей). Злодей выступает против истинного Капитана Америки и в конечном счёте побеждён.